# 아이템베이 8차 소닉 스타리그
아이템베이 소닉8차스타리그 (itembay 8th Sonic Starleague) BJ 소닉이 주최하는 아프리카TV 인터넷방송 스타크래프트 리그인 소닉 스타리그의 8번째 대회이다. BJ 소닉, 김태형, 이승원 해설이 중계한다. 메인 스폰서는 아이템베이다.

## 리그 기간
- 2013년 3월 1일 ~ 6월 1일

## 대회 개요

### 대회 방식
- 저번시즌 시드자를 비롯한 32명의 아프리카 BJ로 32강을 구성하며, 32강은 더블 엘리미네이션 형식의 조별리그로 진행된다. (8개조) 승자전과 패자전, 최종전은 3판 2선승제이다. 16강부터는 넉아웃 토너먼트로 진행한다.

### 대회 일정
- 32강: 2013년 3월 1일 ~ 3월 23일
- 16강: 2013년 3월 30일 ~ 4월 20일
- 8강: 2013년 4월 27일 ~ 5월 4일
- 4강 2013년 5월 11일
- 3~4위전 2013년 6월 1일
- 결승전 2013년 6월 1일

### 경기장
- 32강:신발팜 증미 스튜디오
- 16강:신발팜 증미 스튜디오
- 8강:신발팜 증미 스튜디오
- 4강:신발팜 증미 스튜디오
- 3~4위전:광운대학교 대강당
- 결승전:광운대학교 대강당

### 맵
- 32강: 투혼, 신 풍운, 안드로메다
- 16강: 투혼, 신 풍운, 안드로메다
- 8강: 신 풍운, 투혼, 안드로메다, 파미르고원, 신 단장의 능선
- 4강: 신 풍운, 투혼, 안드로메다, 파미르고원, 신 단장의 능선
- 3~4위전: 신 풍운, 투혼, 안드로메다
- 결승전: 신 풍운, 투혼, 안드로메다, 파미르고원, 신 단장의 능선

## 특이 사항
- 역대 소닉 스타리그 최초로 트위치TV를 통해 전 세계로 생중계.
- 재능기부 형태로 온게임넷 해설자인 김태형, 이승원 해설이 참여.
  - 32강 목요일 경기 - 캐스터 : 황효진(BJ 소닉), 해설 : 이승원
  - 32강 금요일 경기 - 캐스터 : 황효진(BJ 소닉), 해설 : 김태형
  - 16강 경기 ~ - 캐스터 : 황효진(BJ 소닉), 해설 : 김태형, 이승원
- 2013년 2월 23일 저녁 7시 8차 소닉 스타리그 32강 조지명식
  - 조지명식 장소 : 서울특별시 중구 신당2동 353-8 호연재빌딩 뮤지컬하우스 B1
- 리그 상금 : 우승 500만원, 준우승 300만원, 3위 200만원, 4위 100만원
  - 16강 진출시 5만원, 8강 진출시 10만원
  - 3,4위전 세트 승리 수당 5만원, 결승전 세트 승리 수당 10만원
- 8강 진출시 차기 리그 시드 획득.
- 아프리카 TV에서 PC와 모바일을 통해 생중계 제공[1]
- 소닉 스타리그가 시작된 뒤 가장 많은 전프로 출신 BJ 참여(21명)

## 출전 선수(32강)
| 종족     | 명 | 이름                                                                                     |
| 테란     | 10 | 최호선 염보성 구성훈 공민창 변형태 이영웅 윤찬희 김태영 김재현 이동근                    |
| 저그     | 9  | 최혜성 유진우 조일장 박성준 임홍규 노재상 박준오 이상조 서문지훈 김상곤 황순형           |
| 프로토스 | 13 | 박지호 오현명 하늘 진영화 박수범 박성준 김규회 조상현 김윤중 김기훈 최민수 김태균 신현수 |

## 32강전
32강 조지명식에 따라 결정된 조에 따라 경기를 치루며, 더블 엘리미네이션 형식으로 진행된다.

(다만 선수들의 개인 사정 등에 따라 변동이 있을 수 있다.)
| 조  | Match1     | Match1     | Match2     | Match2       | 승자전        | 승자전         | 패자전       | 패자전        | 최종전          | 최종전        | 최종전 | 최종전 |
| A조 | 박준오(승) | 조상현(패) | 김규회(승) | 오현명(패)   | ★박준오(승) 2 | 김규회(패) 0   | 오현명(승) 2 | 조상현(패) 1  | 김규회(패) 0    | ★오현명(승) 2 |        |        |
| B조 | 공민창(승) | 최혜성(패) | 임홍규(승) | 박성준P(패)  | ★임홍규(승) 2 | 공민창(패) 0   | 최혜성(패) 0 | 박성준P(승) 2 | ★공민창(승) 2   | 박성준P(패) 0 |        |        |
| C조 | 구성훈(패) | 노재상(승) | 최호선(승) | 염보성(패)   | 노재상(패) 0  | ★최호선(승) 2  | 구성훈(승) 2 | 염보성(패) 1  | 노재상(패) 1    | ★구성훈(승) 2 |        |        |
| D조 | 박지호(패) | 김태영(승) | 신현수(승) | 황순형(패)   | ★김태영(승) 2 | 신현수(패) 0   | 박지호(승) 2 | 황순형(패) 0  | 신현수(패) 0    | ★박지호(승) 2 |        |        |
| E조 | 조일장(승) | 이동근(패) | 하늘(패)   | 서문지훈(승) | ★조일장(승) 2 | 서문지훈(패) 1 | 이동근(패) 0 | 하늘(승) 2    | ★서문지훈(승) 2 | 하늘(패) 1    |        |        |
| F조 | 윤찬희(승) | 유진우(패) | 이상조(패) | 이영웅(승)   | ★윤찬희(승) 2 | 이영웅(패) 0   | 유진우(승) 2 | 이상조(패) 0  | ★이영웅(승) 2   | 유진우 (패) 0 |        |        |
| H조 | 진영화(승) | 최민수(패) | 박수범(승) | 변형태(패)   | ★진영화(승) 2 | 박수범(패) 1   | 변형태(승) 2 | 최민수(패) 0  | ★박수범(승) 2   | 변형태(패) 0  |        |        |
| G조 | 김재현(승) | 김상곤(패) | 김기훈(패) | 김윤중(승)   | 김재현(패) 1  | ★김윤중(승) 2  | 김상곤(패) 0 | 김기훈(승) 2  | 김재현(패) 0    | ★김기훈(승) 2 |        |        |

## 16강전
더블 엘리미네이션 토너먼트 방식으로 진행된다.
| A조      | A조     | B조    | B조     | C조    | C조     | D조    | D조     |
| -------- | ------- | ------ | ------- | ------ | ------- | ------ | ------- |
| 김태영   | 1승 4패 | 박준오 | 3승 1패 | 진영화 | 4승 2패 | 윤찬희 | 2승 4패 |
| 조일장   | 3승 0패 | 김윤중 | 2승 4패 | 임홍규 | 3승 1패 | 최호선 | 3승 1패 |
| 오현명   | 1승 3패 | 박지호 | 0승 3패 | 이영웅 | 2승 2패 | 구성훈 | 4승 1패 |
| 서문지훈 | 4승 2패 | 박수범 | 4승 1패 | 공민창 | 1승 3패 | 김기훈 | 0승 3패 |

## 8강 ~ 결승전
|  | 8강전       | 8강전     |           |   | 준결승전 | 준결승전 |  |  | 결승전 | 결승전 |
|  |             |           |           |   |          |          |  |  |        |        |
|  |             |           |           |   |          |          |  |  |        |        |
|  |             |           |           |   |          |          |  |  |        |        |
|  | 조일장(Z)   | 3         |           |   |          |          |  |  |        |        |
|  | 조일장(Z)   | 3         |           |   |          |          |  |  |        |        |
|  | 진영화(P)   | 1         |           |   |          |          |  |  |        |        |
|  | 진영화(P)   | 1         | 조일장(Z) | 0 |          |          |  |  |        |        |
|  |             |           | 조일장(Z) | 0 |          |          |  |  |        |        |
|  |             | 구성훈(T) | 3         |   |          |          |  |  |        |        |
|  | 구성훈(T)   | 구성훈(T) | 3         | 3 |          |          |  |  |        |        |
|  | 구성훈(T)   |           |           | 3 |          |          |  |  |        |        |
|  | 박수범(P)   | 2         |           |   |          |          |  |  |        |        |
|  | 박수범(P)   | 2         | 구성훈(T) | 1 |          |          |  |  |        |        |
|  |             |           | 구성훈(T) | 1 |          |          |  |  |        |        |
|  |             | 박준오(Z) | 3         |   |          |          |  |  |        |        |
|  | 임홍규(Z)   | 박준오(Z) | 3         | 1 |          |          |  |  |        |        |
|  | 임홍규(Z)   |           |           | 1 |          |          |  |  |        |        |
|  | 최호선(T)   | 3         |           |   |          |          |  |  |        |        |
|  | 최호선(T)   | 3         | 최호선(T) | 0 |          |          |  |  |        |        |
|  |             |           | 최호선(T) | 0 |          |          |  |  |        |        |
|  |             | 박준오(Z) | 3         |   |          |          |  |  |        |        |
|  | 박준오(Z)   | 박준오(Z) | 3         | 3 |          |          |  |  |        |        |
|  | 박준오(Z)   |           |           | 3 |          |          |  |  |        |        |
|  | 서문지훈(Z) | 0         |           |   |          |          |  |  |        |        |
|  | 서문지훈(Z) | 0         |           |   |          |          |  |  |        |        |

## 사용 맵 정보
| 종족   | 신풍운 | 투혼 | 안드로메다 | 파미르고원 | 신단장의능선 |
| ------ | ------ | ---- | ---------- | ---------- | ------------ |
| P vs Z | 5:4    | 6:8  | 1:5        | 0:1        | -            |
| T vs Z | 3:6    | 9:7  | 3:1        | 1:0        | -            |
| P vs T | 5:5    | 7:8  | 1:1        | 1:0        | -            |
| Z vs Z | 3번    | 4번  | 2번        | 0번        | 0번          |
| T vs T | 5번    | 7번  | 3번        | 0번        | 0번          |
| P vs P | 6번    | 10번 | 2번        | 0번        | 0번          |